# Nacionalno prvenstvo ZDA 1886
Nacionalno prvenstvo ZDA 1886 v tenisu.

## Moški posamično
Richard D. Sears :  R. Livingston Beeckman  4-6 6-1 6-3 6-4

## Moške dvojice
Richard D. Sears /  James Dwight :  Howard Taylor /  Godfrey Brinley 7–5, 5–7 ali 7–5, 6–4 